# Toon Schröder

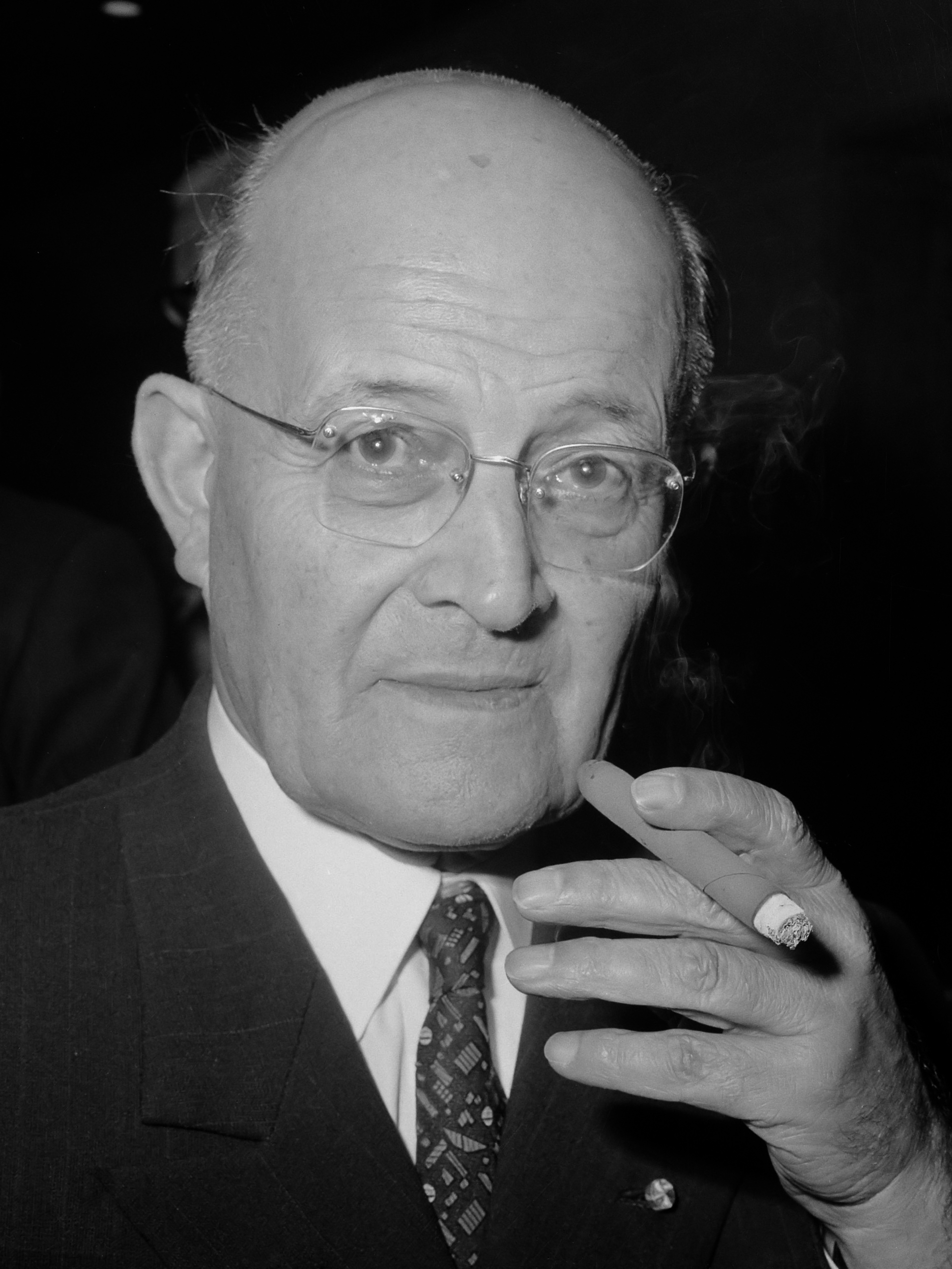
Toon Schröder

Antoon Louis Marie "Toon" Schröder (Eindhoven, 19 april 1893 – Breda, 13 november 1976) was een Nederlands ondernemer en sportbestuurder. Hij was van 1957 tot 1966 voorzitter van de Koninklijke Nederlandse Voetbalbond (KNVB).

## Biografie
Schröder was de zoon van een sigarenfabrikant. Hij voetbalde in het eerste elftal van het Eindhovense EVV. Hij was vervolgens jarenlang actief als bestuurslid en voorzitter van de Brabantse voetbalbond. In 1947 werd hij gekozen in het bestuur van de KNVB. Hij verzette zich aanvankelijk tegen de invoering van betaald voetbal in Nederland, en legde zijn functies neer. Hij kwam hier later op terug. In 1957 werd hij de opvolger van Hans Hopster als voorzitter van de KNVB. In 1966 trad hij af en werd hij op zijn beurt opgevolgd door Wim Meuleman.
Als ondernemer was Schröder medeoprichter en eigenaar van de Zuid-Nederlandse Zeemlederfabriek in Oosterhout. Ook was hij voorzitter van de Nederlandse Vereniging van Lederfabrikanten.
Schröder overleed in 1976 op 83-jarige leeftijd.